# 蒼の封印
『蒼の封印』（あおのふういん）は、篠原千絵による日本の漫画作品。
『少女コミック』（小学館）にて1991年22号から1994年21号まで連載された。単行本は全11巻。コミック文庫版は全7巻。

## ストーリー
舞台は現代日本。
高校1年生の桐生蒼子は、転校初日からどうしようもない違和感を覚え、眩暈と悪寒に悩むようになる。転校してすぐに、蒼子を襲った男が消え、先輩が消えるという怪現象が起こってしまう。そんな折、蒼子を執拗に狙う男が現れる。男は西園寺彬と名乗り、「西の白虎」としてかつて人を脅かしていた人食い鬼の長、「東の蒼龍」である蒼子を殺しにきたと告げる。
角が生え、人に対し飢餓感を覚え、尋常ではない力を発揮するようになり、否が応でも鬼であることを認識させられてしまった蒼子。しかし、いつしか愛し合うようになっていた彬と共に生きるため、人間になりたいと切望する蒼子は、鬼門を滅ぼすことを決意する。

## 主な登場人物
桐生 蒼子（きりゅう そうこ）
主人公。高校1年生16歳の女子高校生として登場する。人食い鬼の一族鬼門を統べる長「東家の蒼龍」であり、鬼門最後の女王である羅睺（らごう）の髪の毛から作られ、16歳まで育てられたクローンである。蒼い鬼火を操り、人の精気を吸い、人を新たな鬼門の一族へと作り変える[蒼魂]を生み出す能力を持つ。
鬼である自らの存在を厭い、鬼門を滅ぼして人間になり、人として生きることを望んでいる。

西園寺 彬（さいおんじ あきら）
鬼門を狩る能力を持つ「西家の白虎」。血が薄まってしまった西家の一族の中で、最も強い能力を持つが故にほかの兄弟を差し置いて当主となる。母親に料理を叩き込まれており、その腕を披露したこともある。
蒼子の命を狙っていたが、いつしか心を奪われ、蒼子と愛し合うようになってしまった。
桐生 高雄（きりゅう たかお）
精神を操る力を持つ「北家の玄武」。蒼子の兄として一緒に暮らしていた。羅睺の再生と鬼門復活を望み、暗躍する。
鬼門が滅んだ際、「南家の朱雀」の能力により首だけの存在になり、不老不死となる。首は南家の隠れ屋にあり、普段は影（分身）で登場している。羅睺の夫であり、緋子の父でもある。
緋子（ひこ）
物語登場時は計都（けいと）。羅睺の妹の髪の毛から再生されたクローンであるとされている。人間側につき鬼門を滅ぼそうとする蒼子に反発し、蒼子を殺して自らが次の「蒼龍」になろうとする。のちに蒼子から「緋子」と命名され、滅んだ「南家の朱雀」を継ぐように命じられる。
その正体は羅睺と高雄の間に生まれた娘。
西園寺 忍（さいおんじ しのぶ）
彬の叔父で事実上西園寺財閥を指揮している。盲目でボウという盲導犬と一緒にいる。
西園寺 椋（さいおんじ りょう）
彬の腹違いの兄。長兄。彬には劣るが鬼を狩る能力を持っていた。
彬に後継者争いで敗れ、彬を恨んでいる（檀いわく）。蒼子に生気を食われ死亡。武器はブーメラン（物を切り落とす）。
西園寺 楷（さいおんじ かい）
彬の腹違いの弟（彬とは2ヶ月違い）。三男。彬には劣るが鬼を狩る能力を持つ。西家の役割を「鬼門復活の阻止」と捉えており、蒼子と彬に協力的な立場を取る。武器は鞭（これを通じて鬼の生気を吸い取る）。
西園寺 檀（さいおんじ まゆみ）
彬の腹違いの妹。西園寺4兄妹の末っ子。椋と同母。血が薄まってしまった西園寺家の血を濃く次代に残すため、忍の指示で彬に迫る。武器は礫（ガラスを貫通するほどの強さを持つ）。
鬼面獣（きめんじゅう）
「鬼の隠れ屋」を守る一角獣。鬼の4家に合わせ蒼の鬼面獣、白の鬼面獣、赤の鬼面獣、黒の鬼面獣がいる。非常に長寿であり、蒼の鬼面獣は1000年を生きたと述べている。黒の鬼面獣は、彬から五行思想の五色から中央を意味する「黄（コウ）」という名を与えられる。

## 用語
鬼門（きもん）
本作では「鬼門3万人」のように「鬼たちの一族」のような意味合いで使用される。
蒼の封印（あおのふういん）
人間族が鬼族を封じるための方策を「蒼の封印」と呼んだ。
蒼魂（そうこん）
「東家の蒼龍」が人を喰って産み出す蒼い色の玉。玉を人間に与えると、鬼族へと変貌させることができる。
鬼の隠れ屋（おにのかくれが）
鬼たちのヒーリングの場であり、東家を除く3つでは、それぞれの家の長が「力」を継ぐことができる場。
東家の場合は、鬼たちの出産、幼児期の育成の場であり、東家の鬼の隠れ屋以外では死産、流産したり正常な出産が行えず、幼児も死亡する。
東家の蒼龍
鬼門の長の一族。蒼魂の力で人間から鬼を作り出すこともできる。
西家の白虎
他の3家の者と交わった場合、その能力を失わせることができる。そのため、他の鬼から疎まれ、人間に味方するようになった。西園寺家の祖先。隠れ屋は奈良にある。
北家の玄武
鬼門の司祭を勤める一族。高雄を残して一族は残っていない。精神操作を得意とする。
南家の朱雀
鬼門の刑罰を司る一族。既に部族は残っていない。隠れ屋は阿蘇山の火口にある。
西園寺家
本作では天皇家、千家よりも古い家柄であるとし、政界、財界のどちらにも大きな影響力を持つ。
本家は長野県鬼無里から更に山奥に入ったところにある。

## ドラマCD
1993年に小学館より少女コミックcdブックとして発売された。連載中に発売されたため、原作とは結末が違う。
- 桐生蒼子：天野由梨
- 西園寺彬：森川智之
- 西園寺忍：堀内賢雄
- 西園寺椋：松本保典
- 香椎先輩：相沢まさき
- 絵里子/子供：篠原あけみ